# Hans Münch
Hans Wilhelm Münch (14 de maio de 1911 — 2001) foi um cidadão alemão e membro do Partido Nazista. Durante a Segunda Guerra Mundial, trabalhou entre 1943 e 1945 como médico das SS no campo de concentração de Auschwitz, na Polônia ocupada pela Alemanha. Foi a única pessoa absolvida da acusação de crimes de guerra no Julgamento de Auschwitz, realizado em 1947 na Cracóvia. Posteriormente retornou a seu país natal, trabalhando como médico em Roßhaupten, Baviera.